# St. Georg (Oberndorf (Oste))
Die ev.-luth. Kirche St. Georg, Bei der Kirche 12, nahe am Ostedeich auf dem Kirchplatz in der niedersächsischen Samtgemeinde Land Hadeln, Gemeinde Oberndorf (Oste), im Landkreis Cuxhaven und im Kirchenkreis Cuxhaven-Hadeln, stammt aus der Mitte des 17. Jahrhunderts.
Das Gebäude steht unter Denkmalschutz (siehe auch Liste der Baudenkmale in Oberndorf (Oste)).

## Geschichte
Oberndorf wurde 1316 als Overdorpe erstmals urkundlich erwähnt und 1379 die Kirche. Der frühere, gotische Kirchenbau und der noch bestehende niedrige Turm sind wahrscheinlich schon um 1300 unmittelbar hinter dem Ostedeich an der ehemaligen Fährlücke entstanden. Das Kirchenschiff musste im 17. Jahrhundert (nach 1635) bis auf den Turm baufällig abgerissen werden.

## Beschreibung

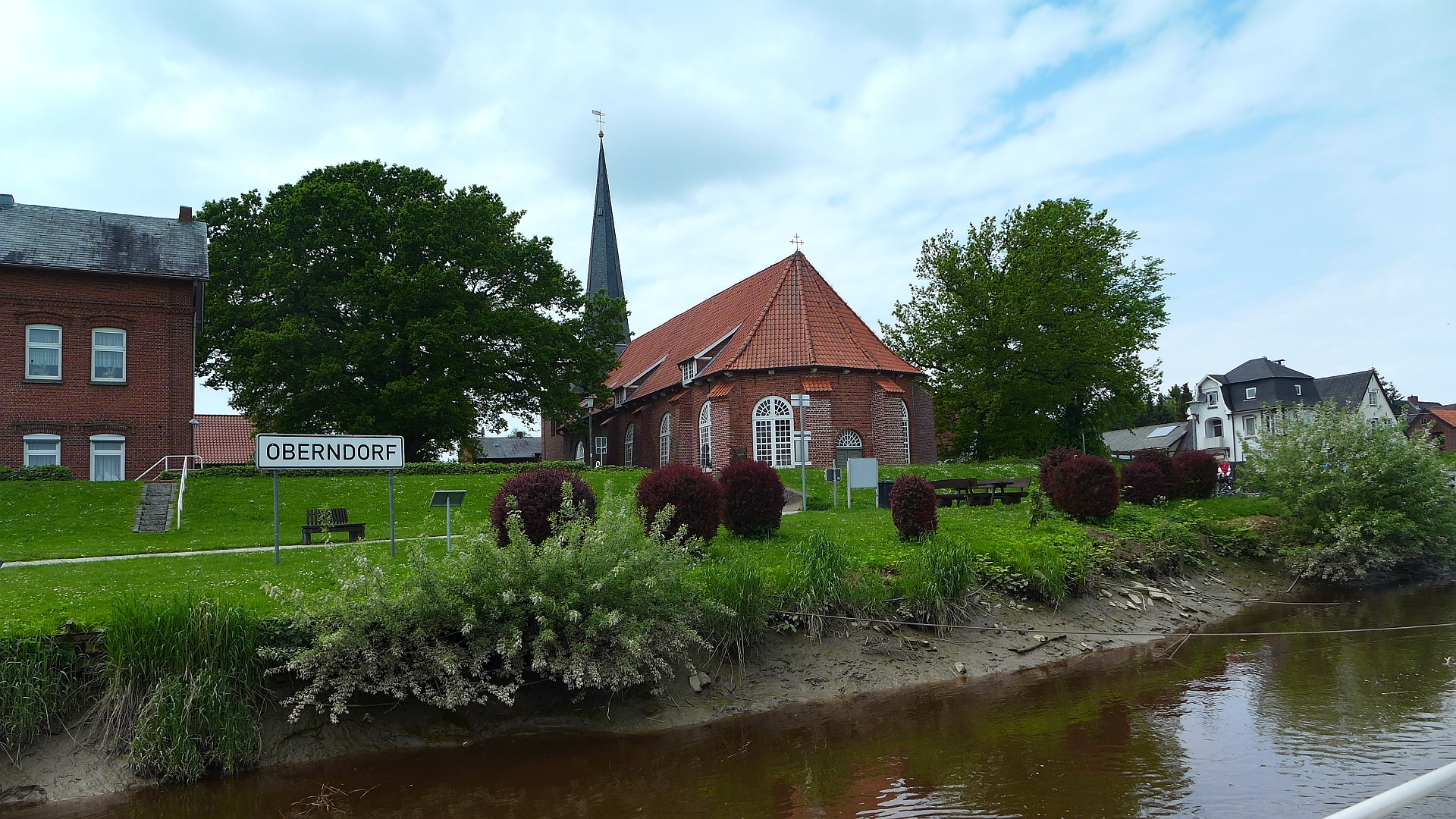
Oste und Kirche

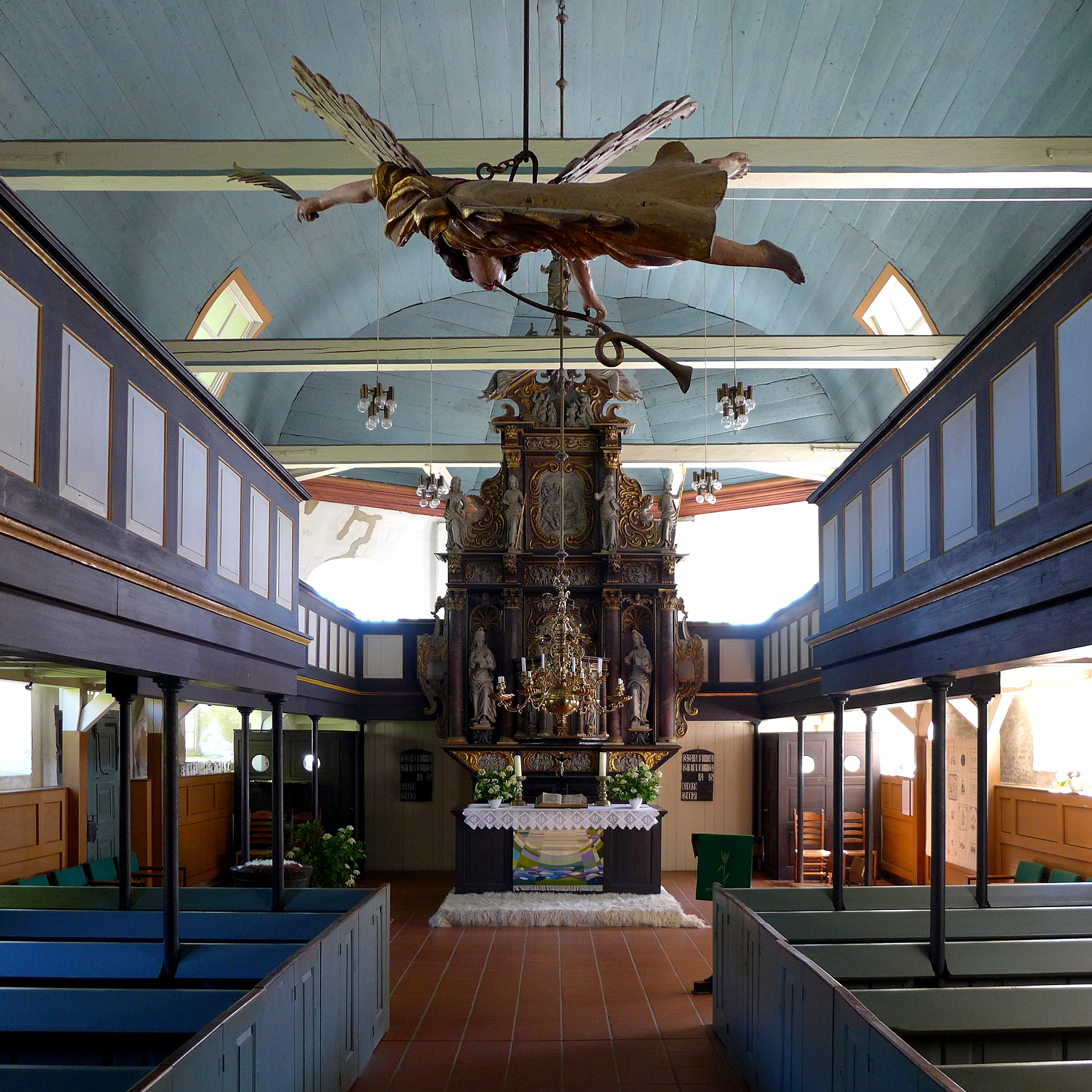
Altar, Empore, Taufengel

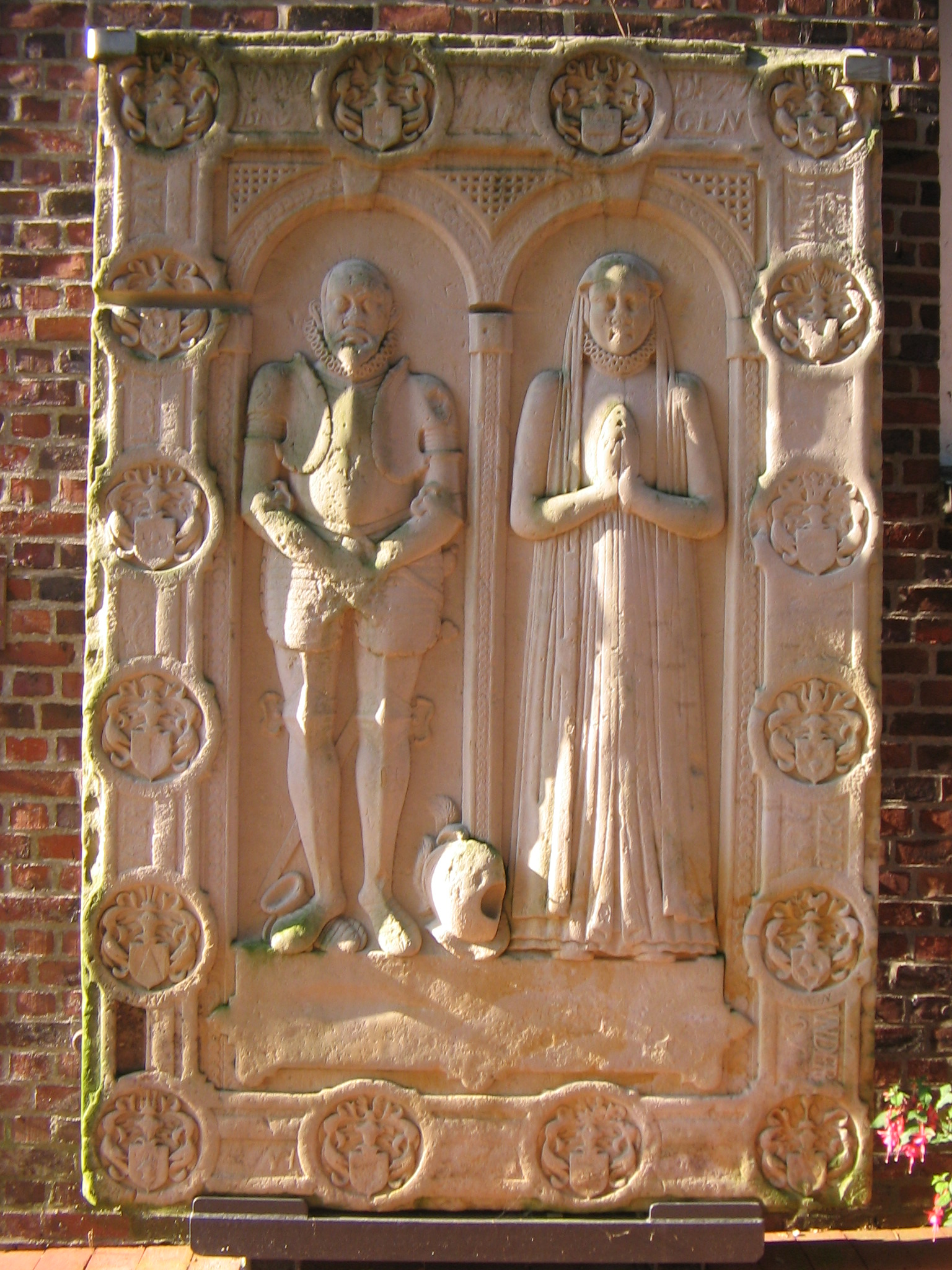
Grabplatte Brobergen

Die einschiffige barocke Saalkirche aus Backstein mit flachem polygonalen Ostabschluss mit hohlpfannengedecktem Walmdach und Schleppgauben wurde 1653 erbaut. Die Außenwände haben wuchtige Strebepfeiler und breite Rundbogenfenster und Stützpfeiler; Teile der historischen Holzsprossenfenster und drei Türen sind erhalten, davon das Südportal mit geschwungenen Ornamenten. 1985 wurde das Mauerwerk der Kirche umfangreich ausgebessert und die Emporen konstruktiv saniert.
Der gedrungene Westturm aus Backstein wurde im Ursprung gegen 1300 erbaut. Er hat einen hohen geschwungenen schiefergedeckten Knickhelm von 1717.
Im Inneren ein hölzernes segmentbogiges Tonnengewölbe als Raumabschluss sowie eine umlaufenden symmetrische Empore und in zweiter Ebene die Orgelempore im Westen. Bis 1830 wurden in den Gruften unter der Kirche und dem Turm noch Beisetzungen vorgenommen. Die Grabplatte derer zu Brobergen befinden sich heute außen, links neben dem Eingang.
Ausstattung
Hoher Kanzelaltar (1663, Inschrift) mit Reliefs, Statuen und Knorpelstilelementen von Jürgen Heitmann d. J., Kanzel Anfang 18. Jh. in Altaraufbau eingefügt, Altarleuchter (1591 und 1601), dreibeiniges Bronzetaufbecken (Ende 13. Jh.), Taufengel (um 1660 von Heitmann), Kreuzigungsgruppe (1663 von Heitmann), Kronleuchter (Mitte 17. Jh.), Orgel (1879 von Johann Hinrich Röver, Stade).
Das Landesdenkmalamt befand u. a.: „… aus geschichtlichen, künstlerischen und städtebaulichen Gründen, wegen ihres orts-, bau- und kunstgeschichtlichen sowie gebäudetypischen Zeugniswertes …“
Benannt ist die Kirche nach dem Heiligen Georg, welcher der Überlieferung zufolge zu Beginn der Christenverfolgung unter Diokletian (284–305) ein Martyrium erlitt. Der Kampf mit dem Drachen wurde im 12. Jahrhundert als Legende hinzugefügt.

## Kirchengemeinde
Die ev.-luth. Kirchengemeinde Oberndorf / St. Georg im Kirchenkreis Cuxhaven/Hadeln führt auch Konzerte oder zeitgenössische Ausstellungen durch, wie die regelmäßig jährlich stattfindende Aktion Bilder in der Kirche und kulturhistorische Ausstellungen im Kirchenraum. Die Kirche wird in den Sommermonaten täglich von 15 Uhr bis 18 Uhr von den ehrenamtlichen Kirchenwächtern für Besucher geöffnet.